# Anders Engberg
Anders Engberg är också namnet på En av Sveriges äldsta män någonsin.
Per Anders Mikael Engberg, född 5 maj 1951 i Norrköping, är en svensk dansbandsmusiker. Han spelar saxofon och bas.
Engberg gifte sig med den svenska dansbandssångerskan Lotta Engberg, då Pedersen, under 1980-talet. De hade träffat varandra då de båda körat bakom Herreys i Eurovision Song Contest 1984. Paret skilde sig 1991.
Anders Engberg och Lotta Engberg startade 1989 ett dansband som hette Lotta & Anders Engbergs orkester, där Lotta Engberg sjöng. Anders Engberg spelade saxofon och bas. 1993 tilldelades Lotta & Anders Engbergs orkester Grammis för "årets dansband".
Då Lotta & Anders Engbergs orkester upplöstes kring årsskiftet 1993-1994 bildade han det egna dansbandet Anders Engbergs, i vilket bland annat Charlotte Perrelli, då Nilsson, sjungit. Lotta Engberg bildade därefter det egna dansbandet Lotta Engbergs orkester.
Anders Engberg är också studiomusiker, producent och arrangör åt flera olika artister i Sverige och Norge.
Med exmakan Lotta Engberg har han två döttrar, vilka också medverkat på diverse skivinspelningar.